# 高橋大介
高橋 大介（たかはし だいすけ）は、日本の計算機科学者。筑波大学計算科学研究センター教授。専門は高性能計算。

## 経歴
1993年、豊橋技術科学大学工学部情報工学課程卒業。1995年、同大学大学院工学研究科情報工学専攻修士課程修了。1999年、博士（理学）（東京大学）。東京大学、埼玉大学助手を経て、2001年に筑波大学に着任。

## 研究
円周率の近似値の桁数に関する記録で知られる。円周率の計算に関する業績は、2019年3月14日に新記録を樹立した元指導学生の岩尾エマはるかに影響を与えた。
2011年には、京を用いてナノワイヤの量子状態をシミュレーションする筑波大学の研究チームに携わり、Association for Computing Machineryよりゴードン・ベル賞を受賞した。
また、高速フーリエ変換の研究でも知られ、HPCチャレンジベンチマークの開発者の一人でもある。